# 吴传喜
吴传喜（1961年—）湖北鄂州人，1978年考入武汉师范学院（今湖北大学）学习，1985年到北京大学攻读博士学位，1988年毕业并获理学博士学位，同年回湖北大学工作至今。1992年晋升教授，1996-2000年任副校长，2000-2011年任校长。